# Roberto Mirabella

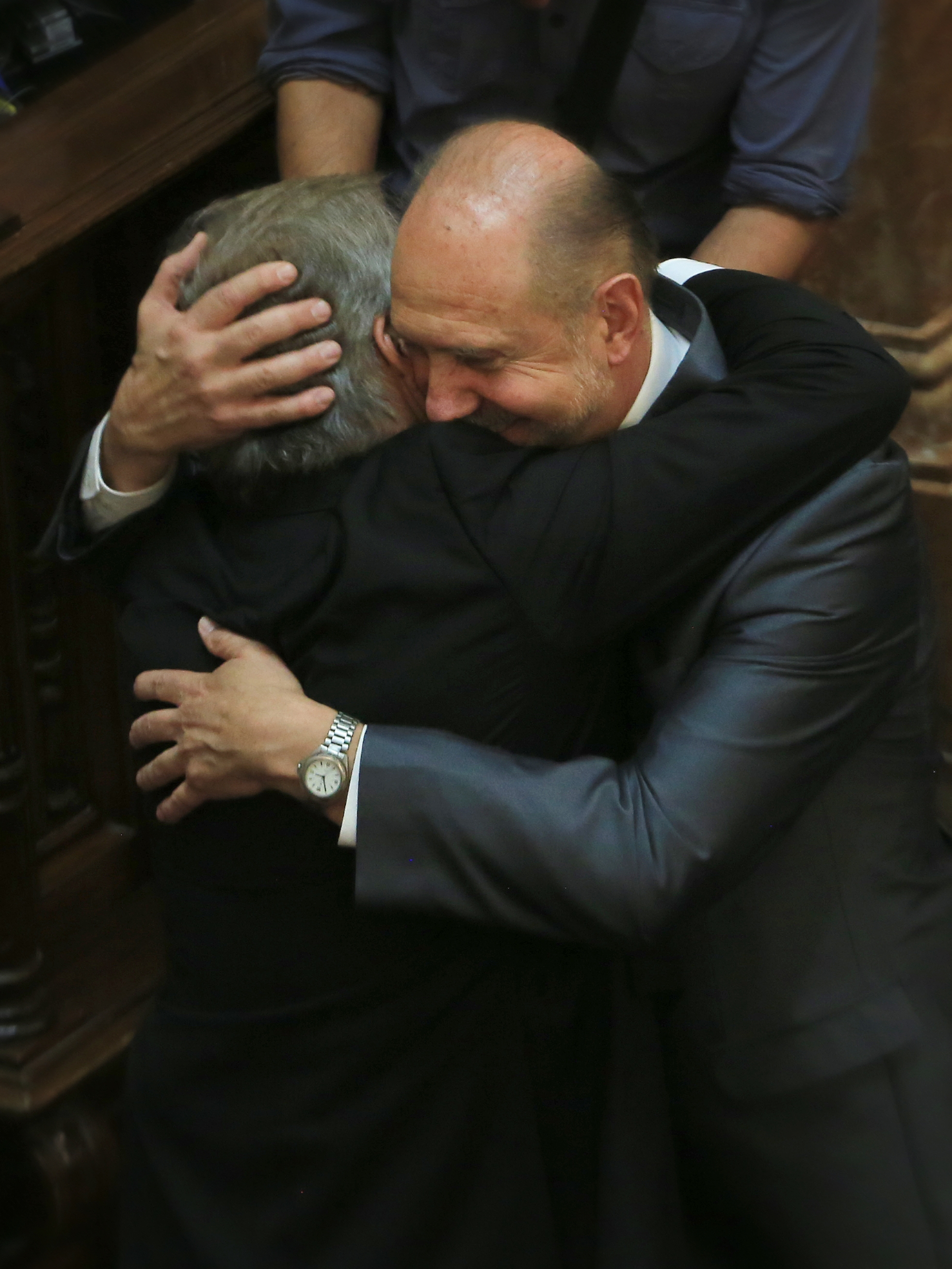
Abrazo con Omar Perotti luego de la asunción como Senador de la Nación Argentina.

Roberto Mario Mirabella (Rafaela, Santa Fe, 26 de noviembre de 1966) es Diputado Nacional por la provincia de Santa Fe desde diciembre de 2021. Durante los años 2019 y 2020, ocupó el cargo Senador Nacional por la provincia de Santa Fe, en reemplazo de Omar Perotti. Antes se desempeñó como diputado provincial en Santa Fe (2003-2007, 2011-2019) y funcionario municipal en la ciudad de Rafaela. A su vez, se desempeña como docente en la Universidad Tecnológica Nacional – Facultad Regional Rafaela.

## Biografía

### Estudios y vida privada
Mirabella nació en la ciudad de Rafaela, provincia de Santa Fe. Realizó sus estudios primarios en la escuela primaria N° 476 Juan Bautista Alberdi y recibió su título secundario en Colegio Nacional (actual escuela Luisa Raimondi de Barreiro). Actualmente está casado con Rosana, y son padres de Santino y Catalina.
Egresó en 1995 del curso de Formación y Capacitación Dirigencial que se dicta en el Centro de Estudios e Investigación para la Dirigencia Agropecuaria. Estudió también en el Instituto de Estudios Superiores de Santa Fe (IES) donde obtuvo el título de Analista Programador. Además cursó la carrera de Licenciatura de Comercialización en la Universidad de Ciencias Empresariales y Sociales de Buenos Aires, cuyo anexo se encuentra en la ciudad de Rafaela durante el período 2000-2004, donde obtuvo su título de Licenciado en Comercialización. En el año 2011 cursó la Maestría en Desarrollo Territorial dictada por la Universidad Tecnológica Nacional - Facultad Regional Rafaela, donde presentó su tesis “Nuevas competencias de los municipios en la provincia de Santa Fe. Configuración y transformación del Estado Local", con la que obtuvo el título de Magíster en Desarrollo Territorial en el año 2018.

### Comienzos en la política
Comenzó su carrera política en el año 1991 como secretario privado del entonces Intendente de la ciudad de Rafaela, Omar Perotti, a quien conoció como compañero de militancia en la Juventud Universitaria Peronista (JUP) en la ciudad de Santa Fe.[cita requerida]
En 1995 obtuvo su primer cargo electivo como Concejal de la ciudad de Rafaela. Se desempeñó además como Director Ejecutivo del Instituto de Capacitación y Estudios para el Desarrollo Local (ICEDeL) durante dos periodos. Entre 2001 y 2003, fue Subsecretario de Programación Económica de la Municipalidad de Rafaela y posteriormente fue elegido como Diputado provincial, cargo que desempeñó hasta 2007. El último rol que desempeñó en el Municipio de Rafaela fue el de Secretario de Gestión y Participación de la Municipalidad de Rafaela hasta 2011.

### Diputado provincial de Santa Fe (2015 - 2019)
En diciembre de 2011 asumió como diputado provincial. Luego de su reelección en 2015 con el Frente Justicialista para la Victoria fue elegido Vicepresidente de la Cámara de Diputados, como así también Vicepresidente de la Comisión de Asuntos Constitucionales y Legislación General y Vicepresidente de la Comisión de Seguridad Pública.

### Senador Nacional por Santa Fe (2019 - 2021)
En los comicios nacionales de 2015 conformó la lista de Senadores Nacionales como suplente de Omar Perotti, que obtuvo el triunfo con el 32%. En junio de 2019, Perotti es electo Gobernador de la provincia de Santa Fe y por este motivo, en noviembre de 2019 Roberto Mirabella asume como Senador Nacional para completar los dos años restantes de la senaduría hasta 2021.
Es vicepresidente de la comisión de Economía Nacional e Inversión, secretario de la comisión de Economías Regionales y PyMES y vocal en otras tres comisiones. En 2020 votó a favor de la ley de Interrupción Voluntaria del Embarazo.

### Defendamos Santa Fe
El 26 de diciembre de 2024 Roberto Mirabella anuncia su renuncia al bloque de Unión por la Patria para la creación de un nuevo espacio parlamentario llamado "Defendamos Santa Fe", dejando Unión por la Patria con 98 escaños en el congreso.

### Otras actividades
Fue contratado como consultor por la Agencia de Cooperación Alemana GTZ en Guatemala, República Dominicana y El Salvador, en temas referidos a la gestión local del desarrollo, la gobernabilidad y la competitividad del territorio. Participó tanto como asistente y disertante en diversos seminarios, cursos y congresos en la Argentina y en algunos países de América Latina.
Se desempeña como docente en la Universidad Tecnológica Nacional – Facultad Regional Rafaela, en la Cátedra de Comercialización de la carrera Lic. en Organización Industrial desde 2013. Fue Docente en la Universidad de Ciencias Sociales y Empresariales – Sede Rafaela, en la cátedra Oratoria de la carrera Lic. en Ciencias Políticas y Materia optativa de la Lic. en Recursos Humanos y la Lic. Comercio Exterior, durante los años 2011 y 2012.